# Земля Адели
Земля́ Адели́ (фр. Terre Adélie) — сектор Антарктики, на который претендует Франция, является административным округом её Южных и Антарктических территорий. Границы территории проходят по побережью Антарктиды между точками с координатами 66°12′ ю. ш. 136°11′ в. д. и 66°48′ ю. ш. 142°02′ в. д., от этих точек граница идёт вглубь континента на 2600 км вплоть до Южного полюса. Общая длина береговой линии составляет около 350 км. Образуемая территория занимает площадь свыше 432 тыс. км², которая почти полностью покрыта льдом.
Побережье открыл в 1840 году французский мореплаватель Жюль Дюмон-Дюрвиль (д’Юрвиль) и назвал его в честь своей жены Адели.
С 12 января 1956 года на территории действует постоянная круглогодичная французская научно-исследовательская полярная станция Дюмон д’Юрвиль, расположенная на антарктическом побережье с координатами 66°40′ ю. ш. 140°01′ в. д., население составляет 33 человека зимой и до 78 человек летом. Первая же французская станция Порт-Мартен была основана 9 апреля 1950 года в точке с координатами 66°49′04″ ю. ш. 141°23′39″ в. д., но была уничтожена пожаром в ночь с 23 на 24 января 1952 года. Зимнее население Порт-Мартина составляло 11 человек в 1950 и 17 человек в 1951 годах.
У Франции также была ещё одна полярная база — станция Шарко, расположенная в глубине континента на антарктическом ледяном щите на высоте 2400 м, в 320 км от станции Дюмон д’Юрвиль, координаты 69°22′ ю. ш. 139°01′ в. д. Станция была открыта в 1957 году в преддверии Международного геофизического года и просуществовала до 1960 года. Персонал станции состоял всего из трёх человек. База представляла собой главным образом врытые в снег (для защиты от сильных ветров) строения.
Земля Адели с обеих сторон граничит с Австралийской антарктической территорией, а именно с Берегом Клари (часть Земли Уилкса) на западе и с Землёй Георга V на востоке.